# Service interacadémique des examens et concours
 (juin 2011).
Si vous disposez d'ouvrages ou d'articles de référence ou si vous connaissez des sites web de qualité traitant du thème abordé ici, merci de compléter l'article en donnant les références utiles à sa vérifiabilité et en les liant à la section « Notes et références ».
Le Service interacadémique des examens et concours (SIEC) est un organisme créé en 1982, recevant de la part des trois recteurs des académies de Paris, Créteil et Versailles délégation de compétences en matière d’organisation des examens et concours. Le site d’Arcueil est appelé la Maison des examens. Ce service déconcentré est une structure unique en matière d’examens et concours au sein de l’Éducation nationale.

## Missions

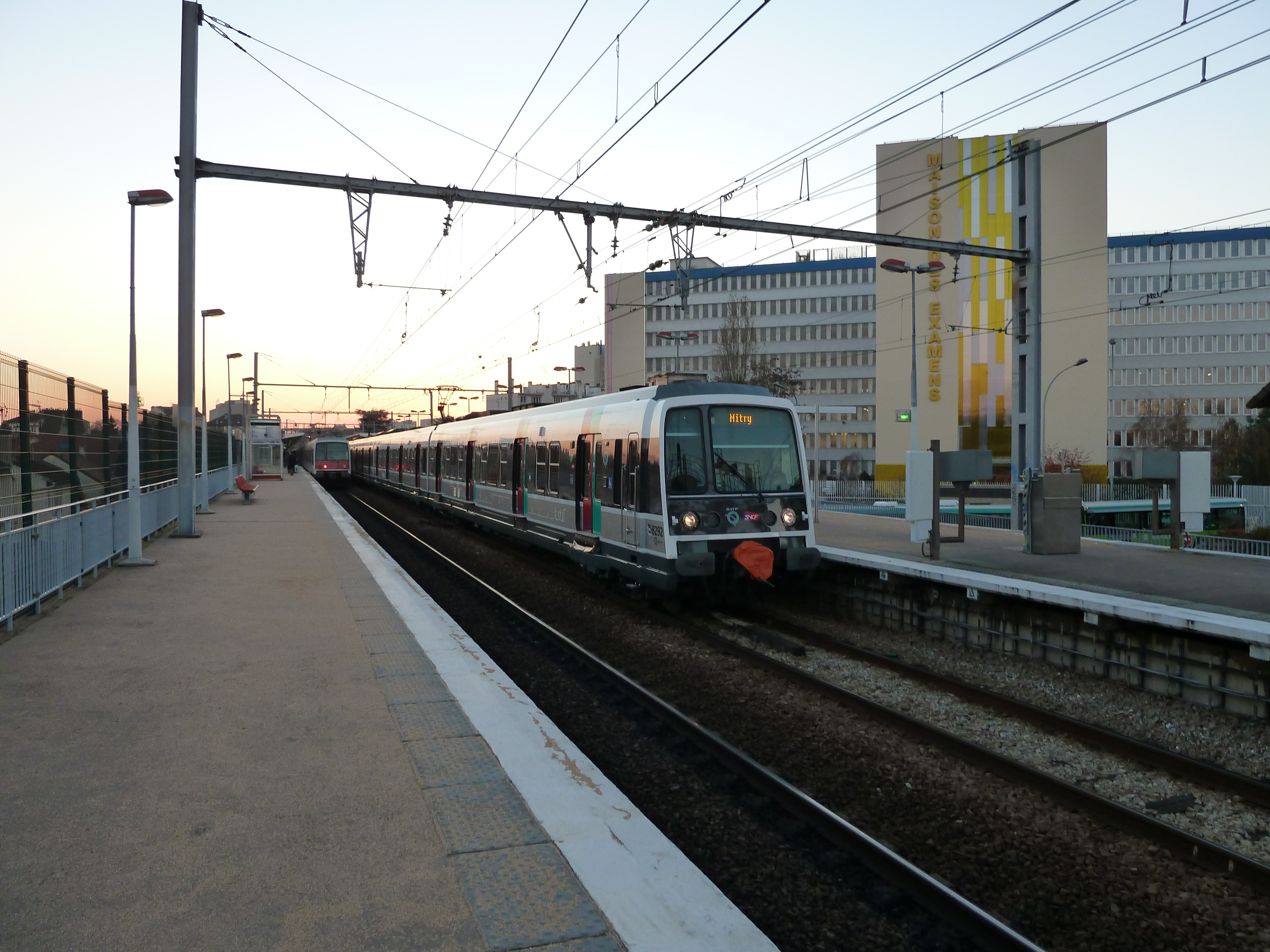
Maison des examens à Arcueil, vue depuis les quais de la gare de Laplace du RER B.

« Dans la région d’Île-de-France, le service interacadémique des examens et concours est placé sous l’autorité des recteurs des académies de Créteil, de Paris et de Versailles, la coordination étant assurée par le comité des recteurs de la région d’Île-de-France. Il est rattaché administrativement à l’académie de Paris.
La Maison des Examens, Service Interacadémique des Examens et Concours d’Île-de-France (SIEC), est un service déconcentré de l’Éducation nationale, qui organise des examens et concours pour les Académies de Paris, Créteil et Versailles et certains concours administratifs ou de recrutement hors éducation nationale.
Le directeur de ce service est nommé par arrêté du ministre chargé de l’éducation, après avis des recteurs des académies intéressées ».
« Le directeur du service interacadémique des examens et concours a compétence pour la gestion matérielle de la maison des examens d’Arcueil. Il est responsable de l’organisation du service intérieur, du maintien de l’ordre et des problèmes de sécurité. ».
« Les emplois nécessaires au service interacadémique des examens et concours sont délégués à l’académie de rattachement.
Les crédits afférents à la couverture des frais d'examens et concours organisés par le service interacadémique et à celle des dépenses globalisées nécessaires à son fonctionnement lui sont spécifiquement délégués ».
Le Service interacadémique des examens et concours a deux missions essentielles :
D’une part le SIEC organise et pilote des examens et concours sur site, notamment dans les lycées. C’est le cas par exemple du baccalauréat. D'autre part, les concours de l’Éducation nationale, comme le concours de recrutement de professeur des écoles (CRPE) par exemple, sont organisés par le SIEC sur des sites spécifiques. En tout, ce sont 400 000 candidats qui, chaque année, passent au moins une épreuve organisée par le SIEC.
Examens et concours gérés par le SIEC :
- Académie de Paris : Diplôme national du brevet, Concours général, Diplôme d'études en langue française (DELF), Certificat de formation générale (CFG)
- Académies de Paris et de Versailles : Concours de recrutement des personnels ATSS (catégories B et C),
- Académies de Paris et de Créteil : Certificat d'aptitude professionnelle (CAP) - Brevet d'études professionnelles (BEP)
- Interacadémique (Paris, Créteil et Versailles) : Baccalauréats, certification en langues, brevets professionnels, Brevet de technicien supérieur (BTS), brevets de technicien, Diplôme de comptabilité et de gestion (DCG) et Diplôme supérieur de comptabilité et de gestion (DSCG), examens de l’éducation spécialisée, concours de recrutement de professeur des écoles (CRPE).
- National : Concours de recrutement des personnels administratifs de catégorie A, concours de recrutement des personnels enseignants du second degré, concours de l’encadrement et des bibliothèques, diplôme d'expertise comptable.
- Concours d’entrée dans les grandes écoles : Écoles normales supérieures, Écoles nationales d’ingénieurs, concours d'entrée de l'école du Louvre.

Par ailleurs, le SIEC a une capacité d’accueil de 4000 places en site propre, desservi par le RER B. Ces places sont dévolues en priorité aux candidats à des examens et concours de l’Éducation nationale, mais peuvent être mises à disposition de structures autres, sous réserve de compatibilité avec le calendrier de l'organisme.
Les agents de la Maison des examens gèrent et organisent :
- L’élaboration et la diffusion des sujets : organisation des Commissions d’élaboration de sujets (CES), les tests de sujets, l’impression, le conditionnement et le transport des sujets.
- Les relations avec les candidats : inscription des candidats, répartition dans les centres d’examens, convocation, publication des résultats, gestion des candidats en situation de handicap, instruction des dossiers de fraudes.
- Les épreuves en centres : répartition des candidats en établissement ou en grand centre extérieur, diffusion des consignes d’organisation, échanges avec les établissements pendant les épreuves, transport du matériel sur site (copies, sujets…), suivi des épreuves.
- Les membres des jurys : recensement des enseignants et professionnels, répartition et affectation en jurys, convocation, gestion des remplacements, indemnisation.

La Maison des examens travaille donc avec de nombreux partenaires : services de l’administration centrale, chefs d’établissement, enseignants, inspecteurs, rectorats et directions des services départementaux de l'Éducation nationale afin de permettre aux candidats de passer leurs épreuves dans les meilleures conditions.
Depuis 2015, le SIEC a la responsabilité d'adapter les sujets du brevet des collèges, du baccalauréat, des BTS, des examens comptables et des épreuves du concours de recrutement des professeurs des écoles aux candidats mal-voyants, en braille et en gros caractères.

## La Maison des Examens

### Histoire
La Maison des Examens est bâtie en 1969, avec pour dessein unique d'accueillir des épreuves. Le terrain sur lequel se trouve la Maison appartenait auparavant au ministère des Armées, qui y entretenait un dépôt du Génie militaire. La création du bâtiment est déléguée à Jacques-Henri Riedberg (1906-1974), qui a aussi réalisé les hôpitaux Henri-Mondor, Armand-Trousseau et Rothschild. Il n'y a, jusqu'en 1982-1983, que des salles d'examen. Au nombre de 32, elles pouvaient accueillir simultanément 7 000 candidats. À partir des années 1980, des bureaux sont installés dans le bâtiment arcueillais, afin de faciliter l'organisation et l'accueil des candidats. En 1982, les recteurs des académie de Créteil, Paris et Versailles s'accordent pour créer, par le décret n°82-245, le Service interacadémique des examens et concours (SIEC), dont l'essentiel des activités seront concentrées à Arcueil.
En 1999, le SIEC a ouvert des salles d'examen réservées aux candidats souffrant de handicap. Ceux-ci sont accueillis par deux infirmières.
Le SIEC et la Maison des Examens d'Arcueil sont les héritiers de la Maison des examens de l'académie de Paris, qui était située au n°12, rue de l'Abbé-de-L'Épée, dans le 5e arrondissement de Paris.

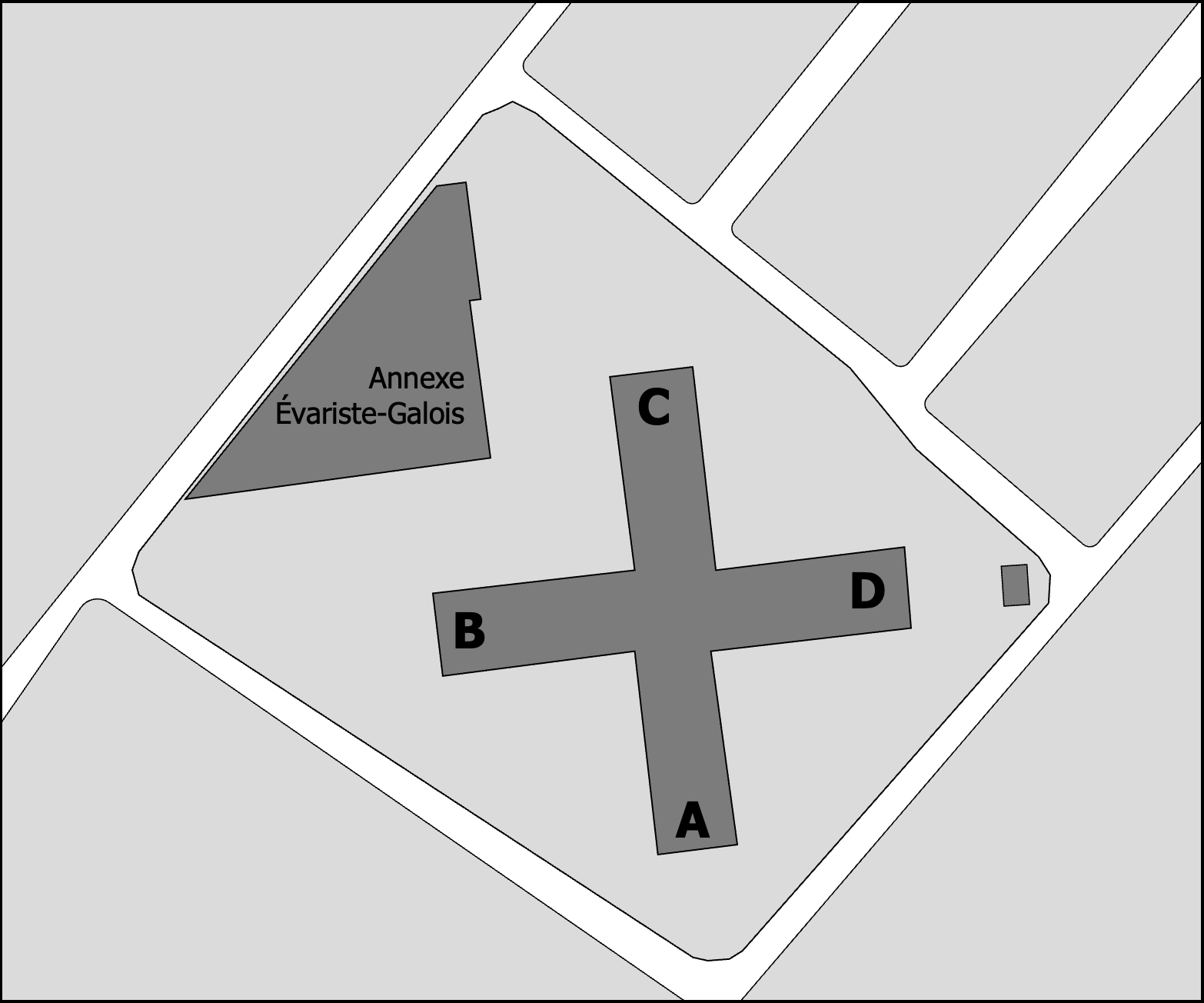
Plan de la Maison des Examens.

### Architecture et accès
Le bâtiment, en forme de croix, compte quatre ailes de huit étages chacune, et se trouve à proximité directe de la gare de Laplace du RER B, par la sortie 2 rue Ernest-Renan.

#### L'annexe Évariste-Galois
Un collège attenant portant le nom du mathématicien Évariste Galois est construit par l'architecte Riedberg entre 1970 et 1971. Le collège est acheté par la Maison des Examens en 1994, et devient alors une annexe du bâtiment principal. Il est rénové en 2003 par Francis Lauzol.

#### Accès
Plusieurs accès bordent la Maison des Examens :
- Au n°7, rue Ernest-Renan, en face de la sortie rue Ernest-Renan de la gare de Laplace.
- À l'angle de la rue du 11-novembre-1918 et de l'avenue Jeanne-d'Arc.
- Au n°3, rue du 11-Novembre-1918.
- Au n°4, rue du 11-Novembre-1918, à l'entrée du parking AB 11-Novembre-1918.
- Au n°2, rue de Vaucouleurs.
- Au n°4, rue de Vaucouleurs.

## Directeurs
Le premier directeur du SIEC est Gilles Monnerie, agrégé des lettres, qui a rang d'inspecteur d'académie.
- 1992-1996 : Alain Marsigny[6]
- 2001-2004 : Thierry Le Goff[7]
- 2004-2008 : Éric Verhaeghe[8]
- 2008-2011 : Stéphane Kesler[9]
- 2011-2018 : Vincent Goudet[10],[11]
- 2018-2025 : Frédéric Muller[12],[13]
- depuis 2025 : Aurore Collet